# Tyranneau de Tumbes
Nesotriccus tumbezanus
Ne doit pas être confondu avec Pitajo de Tumbes.
Espèce
Statut de conservation UICN

 LC  : Préoccupation mineure
Le Tyranneau de Tumbes (Nesotriccus tumbezanus) est une espèce de passereau de la famille des Tyrannidae.
Cet oiseau peuple les forêts sèches de Tumbes–Piura.